# Stadtlauringen
Stadtlauringen è un comune tedesco di 4 377 abitanti, situato nel land della Baviera.